# قرار مجلس الأمن التابع للأمم المتحدة رقم 689
قرار مجلس الأمن التابع للأمم المتحدة رقم 689، الذي اعتمد بالإجماع في 9 نيسان/أبريل 1991، بعد التذكير بالقرار 687 (1991)، أشار المجلس إلى تقرير الأمين العام وقرر إنشاء بعثة الأمم المتحدة للمراقبة في العراق والكويت لرصد المنطقة المنزوعة السلاح بين العراق و‌الكويت، المعروفة باسم الحاجز بين الكويت والعراق.
متصرفًا بموجب الفصل السابع من ميثاق الأمم المتحدة، أنشأ المجلس البعثة لفترة أولية مدتها ستة أشهر، وقرر استعراض مسألة إنهائها كل ستة أشهر. وكان وجودها لردع انتهاكات الحدود ورصد عمل عدائي أو يحتمل أن يكون عدائي يشن من قبل أي بلد ضد الآخر.

## وصلات خارجية
- نص القرار على UN.org (PDF)